# Hot Zex
Hot Zex — российская рок-группа, образованная в Новосибирске в 1991 году. За время существования состав группы неоднократно менялся, однако её единственным постоянным участником остаётся фронтмен, вокалист, гитарист и автор песен Владимир Комаров. В группе он начинал как барабанщик, однако после нескольких неудачных попыток найти вокалиста, Комаров в январе 1995 года сам стал фронтменом. Установить точную дату создания коллектива невозможно, хотя известно, что в интервале между 1 сентября и 26 декабря 1991 года группа уже записала свою первую демозапись “First” — 4 инструментальных трека на кассетный магнитофон “Нота МП 220С-1”. 

## История
В начале Hot Zex испытывали большое влияние панк-коллективов, таких, как Dead Kennedys и The Clash, однако вскоре их стиль поменялся в сторону американского альтернативного рока, на новых стиль оказали влияние группы Sonic Youth и My Bloody Valentine. За время творчества в стилистике Hot Zex прослеживались элементы пост-панка, дрим-попа, брит-попа, синтипопа, краут-рока, эмбиента и даже даба, однако неизменной оставалась нойзовая, гитарно-синтезаторная «стена звука» и мелодика на основе нойз-попа — ключевые элементы стиля шугейзинг.
Первый альбом Sugarbabes был записан в январе 1995 года. Принявшие участие в написании альбома: Владимир Комаров (вокал, гитара, ударные, программирование), Владимир Шибанов (гитара, покинул коллектив вскоре после записи), Алекс Кельман (гитара), Антон Зенков (бас). Запись была сделана за одну ночь на четырехканальную кассетную портастудию Yamaha CMX100 и сведена Павлом Перетолчиным. В дискографии Hot Zex это единственный альбом, где коллективная импровизация преобладает над четко отрепетированными партитурами и группа не участвовала в сведении записи. Звучание данного альбома по мнению экспертов, весьма «кустарное», что является традиционным для DIY. 
Выпущенный летом 1997 года альбом Velvety/Dual был составлен из двух EP: «Velvety» (запись/сведение — январь 1996) и «Dual» (запись/сведение — январь 1997). Впрочем, ни один из них ранее официально не выпускался. Альбом характеризует собой полный отказ от живых барабанов, упор в сторону мэдчестера и шугейзинга, и более качественная запись. В отличие от предыдущего релиза, весь материал Velvety/Dual Комаров, ставший основным автором Hot Zex. Несмотря на верность шумовой эстетике, песня «Planets» оказалась вполне радиоформатной и способствовала росту популярности группы.
Благодаря развитию интернета в конце 1990-х, Hot Zex получили доступ к более широкой аудитории в России и за её пределами. В октябре 2000 года «She Could Make Things Perfect» становится «песней месяца» на сайте немецкого лейбла Bouncing Corporation. В середине мая 2001 г. в Японии выходит международный шугейз CD-сборник «Seven Winters», на котором Hot Zex представлены треком «Skylab Sounds». Песня попала на 9-е место в итоговом чарте американской радиостанции Voyage Beyond Radio — The 10 Best Indie Music From «The Michael Antony Show 2002». В том же году телеканал MTV Россия неоднократно ставил в эфир видео на песню «Feel the Light».
Третий альбом Hot Zex "7 lovesongs and a track about daily routine of an airport" вышел под патронажем лейбла Chelsea Girl Records в июне 2003 года. К этому времени в составе группы произошли серьёзные изменения: Константин Никонов стал постоянным ударником, а на место покинувшего коллектив Кельмана был приглашен Михаил Гринин. Альбом был составлен из записей, сделанных в период между июлем 1999 г. и мартом 2001 г., и получил очень теплые отзывы в международной прессе:

We’ll excuse Hot Zex their somewhat naff name as they are Russian. However they do sing in English and they have produced a very British influenced album. There’s liberal pourings of the Stone Roses, House of Love, the Lilac Time and Primal Scream, with an occasional twist of Stereolab. It’s actually pretty good stuff too.— Mawders, Soundsxp.com, UK

Super-excellent dreamy and shoegazey pop songs that are absolutely brilliant! Drum machine rhythms keep a steady beat while shimmering melodies, soaring chiming and grinding guitars overlap, breathy vocals carry through the background, atmospheres are created and faded in and out, keyboards swirl aboutthis is top notch stuff!— Clairecords, USA

Hot Zex is an amazing group from Siberia that you may recall from ages and ages ago when we sold their debut cassette, followed by a fantastic CD that was released in Japan. They should put a big smile on the face of almost any Jesus and Mary Chain fan.— www.tonevendor.com, USA

The direction of Hot Zex’s sound is visionary noisy guitar pop like whether escape from actual society is urged! If it compares, is it dreamy and the noisy touch with which My Bloody Valentine (Loveless) + Chapterhouse(Pearl) + Rocketship (1st) was united?— Place in the Sun e-zine, Japan

Hot Zex are a band from Russia and if you’re horny for good music then the lust will be there too as Hot Zex are making excellent indiepopmusic! They know their stuff and they must be influenced by British artists like Momus, House Of Love, Spacemen 3 or My Bloody Valentine as this is the sort of C-86 indiepopsound enriched with some Stereolab-beats and I can only say that fans from Too Pure can only do one thing: contacting Russia as Hot Zex are what I am expecting from music — perfect indiebeats and with a daydreaming touch! Fantastic really!— Didier Becu, The Original Sin, Belgium

In many ways, these songs are familiar to some of the Crunchy Frog label’s roster (from Denmark), notably Learning From Las Vegas, THAU, and The Mopeds. Fans of these and other similar bands will probably find Hot Zex’s tracks appealing. The music actually has a surprisingly serious tone to it. «She Could Make Things Perfect», for example, is a straightforward love song with songwriting that’s kind of like what Guided By Voices would have sounded like had Tom Pollard grown up on a steady diet of prog rock. «Planets (version II)», meanwhile, is a space rock song with a great melody. You’ll be hooked after one listen.— Matt Shimmer, INDIEVILLE.COM the nonmainstream music webzine, Canada

That’s Siberia to you and me: And prepare to be confounded again because this is not a selection of icy ambient isolationism, but actually 30 minutes of psychedelic indie rock. This album (their first proper — the 1995 debut SUGARBABIES was limited to a generous 20 copies!) contains eight tracks of melodic, occasionally keyboard-enhanced jangly space rock and on the guitar-tastic AROUND YOU, singer Volodya Komarov sounds like a dead ringer for Tim Wheeler. What’s more, the drum machine intro of OUTSIDE gives way to so much wah-wahing and shuffling that you’d be forgiven for thinking The Charlatans had got themselves a one-way ticket on the Trans-Siberian Express and were paying their way home. But perhaps what is more surprising is how much this album grows on you. The aforementioned OUTSIDE ends in a haze of swooping effects and Stone Roses wig-out, while songs like SHE COULD MAKE THINGS PERFECT, 40 MILES and 30 MINUTES DELAY combine shimmering production with some effectively tight grooves. In all — a strong, solid collection of songs, with lots of moments to grab your attention. Investigation is highly recommended.— Mark Bayross, PHASE9 ENTERTAINMENT, UK
Hot Zex обрели популярность на Рынок одине, а британский журнал Ef-zine назвал «7 lovesongs…» одним из лучших инди-альбомов всех времен. В 2005 году группа выступила на крупных европейских фестивалях Eurosonic (Нидерланды) и Popkomm (Германия).

We caught Hot Zex this past winter, and were floored by their Sonic Youth-meets-My Bloody Valentine-by-way-of-the-Siberian-winter sounds. Since then, the band has been to Europe, and played its biggest Siberian shows ever. Could this be the starting point of shoegazer crossing over into the pop sphere? We don’t know, but we’ll be here with, uh, beers in hand. Psychedelic drugs might also be OK, if you’re into that sort of thing.— Mark Ames, the eXile (Moscow-based alternative newspaper)
Осенью 2006 года Hot Zex приступают к записи четвёртого альбома Standby в московской студии Gigant Record. Весь материал был написан Комаровым незадолго до рекорд-сессии и впервые прозвучал на прибалтийском туре группы. В новом формате концертное звучание группы изменилось в сторону большего использования электроники и семплеров, поэтому в работе над новым альбомом Hot Zex сознательно отказались от всего демо-материала 2002—2004 годов. Исключение составила электронно-акустическая баллада «Falling», записанная еще в Новосибирске в декабре 2004 года. В остальном, звуковой концепцией альбома стала попытка совместить рок-н-ролл c LO-FI саундом драм-машины Boss DR-202 Dr. Groove и старыми аналоговыми синтезаторами в условиях дорогой студии.
Сведение альбома было завершено в начале 2007 года. Однако из-за разногласий с выпускающей компанией релиз постоянно откладывался и состоялся только в 2009-м. К этому времени громким успехом пользовался новый проект Кельмана, Комарова и Никонова - Punk TV, а Hot Zex стал рассматриваться широкой публикой и мейнстрим-прессой как сайд-проект Punk TV, к которому она постепенно потеряла интерес. Несмотря на это, по мнению многих критиков и фанатов, Standby является лучшим альбомом Hot Zex.
Группа продолжала давать концерты в Москве и Санкт-Петербурге (на басу играл Александр Богдан), последний из которых состоялся в 2010 году. О распаде Hot Zex никогда официально не объявлялось. По некоторым слухам Комаров и Никонов пока не планируют работу над новым материалом, однако готовят к изданию сборник ранее не публиковавшихся записей группы.

## Дискография

### Альбомы
- 1995 — Sugarbabes (CC, самиздат, Россия)
- 1997 — Velvety/Dual (CC, Hit Service, Россия)
- 2003 — 7 lovesongs and a track about daily routine of an airport (CD, Chelsea Girl Records, Япония)
- 2009 — Standby (Digital, Northern Star Records, Великобритания и AeroCCCP Recordings, США)
- 2022 — The Lost Tracks (CC, Disappearing Records, США)

### 7"
- 2006 — Hot Zex «Cold Sunday Rain» / Dayplanener «Sunshine» (Split single, MPLS LTD, США)
- 2009 — MPLS LTD V/A (East Side track 2: Hot Zex «Made of Dirt»)

### Сборники
- 2001 — Seven Winters (CD, G.A.C., Япония)
- 2004 — Pop Renaissance (CD, Exellent Records, Япония)
- 2004 — Rockets From Russia (An Indie Winter In Saint-Petersburg) (CDr, Dead Bees Records - Франция, 299 Records – Россия)
- 2007 — Avant 2007 (CD, Avant Recordings, Россия)
- 2008 — Alley PM V2.0 (CD, Alley P.M., Россия)
- 2008 — Future Sound of Russia (CD, AeroCCCP Recordings, США)
- 2009 — Future Sound of Russia 2 (CD, AeroCCCP Recordings, США)
- 2009 — Revolution in Sound (CD, Northern Star Records, Великобритания)